# Ammophila aphrodite
Ammophila aphrodite är en biart som beskrevs av Menke 1964. Ammophila aphrodite ingår i släktet Ammophila och familjen grävsteklar. Inga underarter finns listade i Catalogue of Life.